# La Nación
La Nación är en argentinsk morgontidning på spanska

## Historia
La Nación är en av Argentinas äldsta dagstidningar. Tidningen grundades 1870, av den argentinske presidenten Bartolomé Mitre. Tidningen är Argentinas näst största tidning efter Clarín och har en konservativ inriktning. 

## Bilder

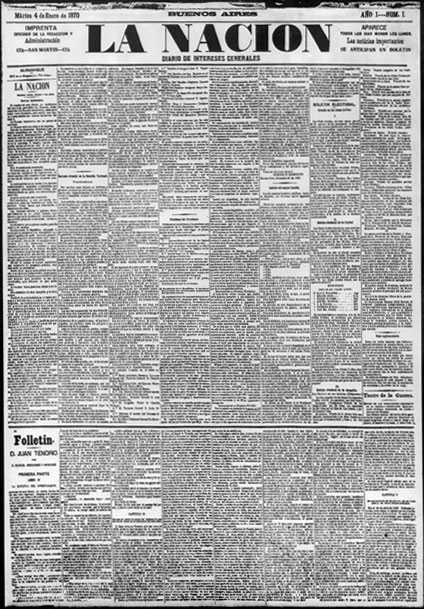
omslaget till det första numret 1870.
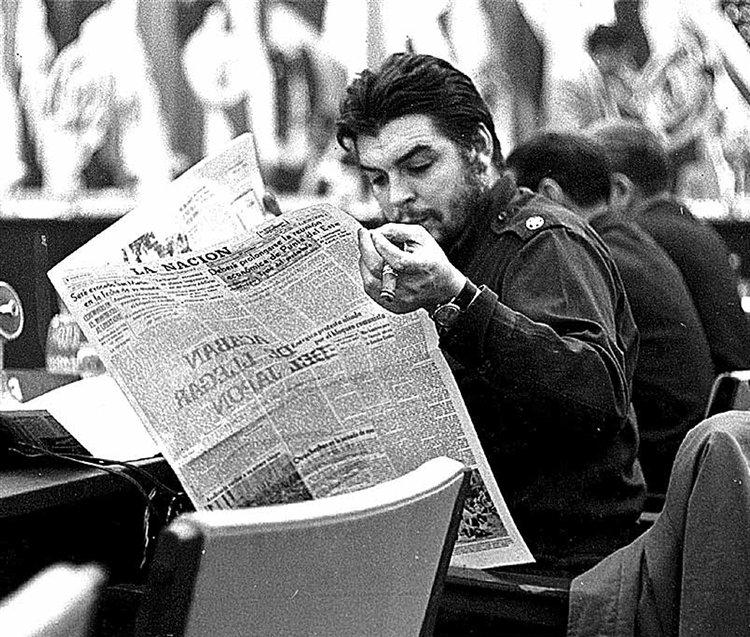
Che Guevara läsande tidningen 1961.
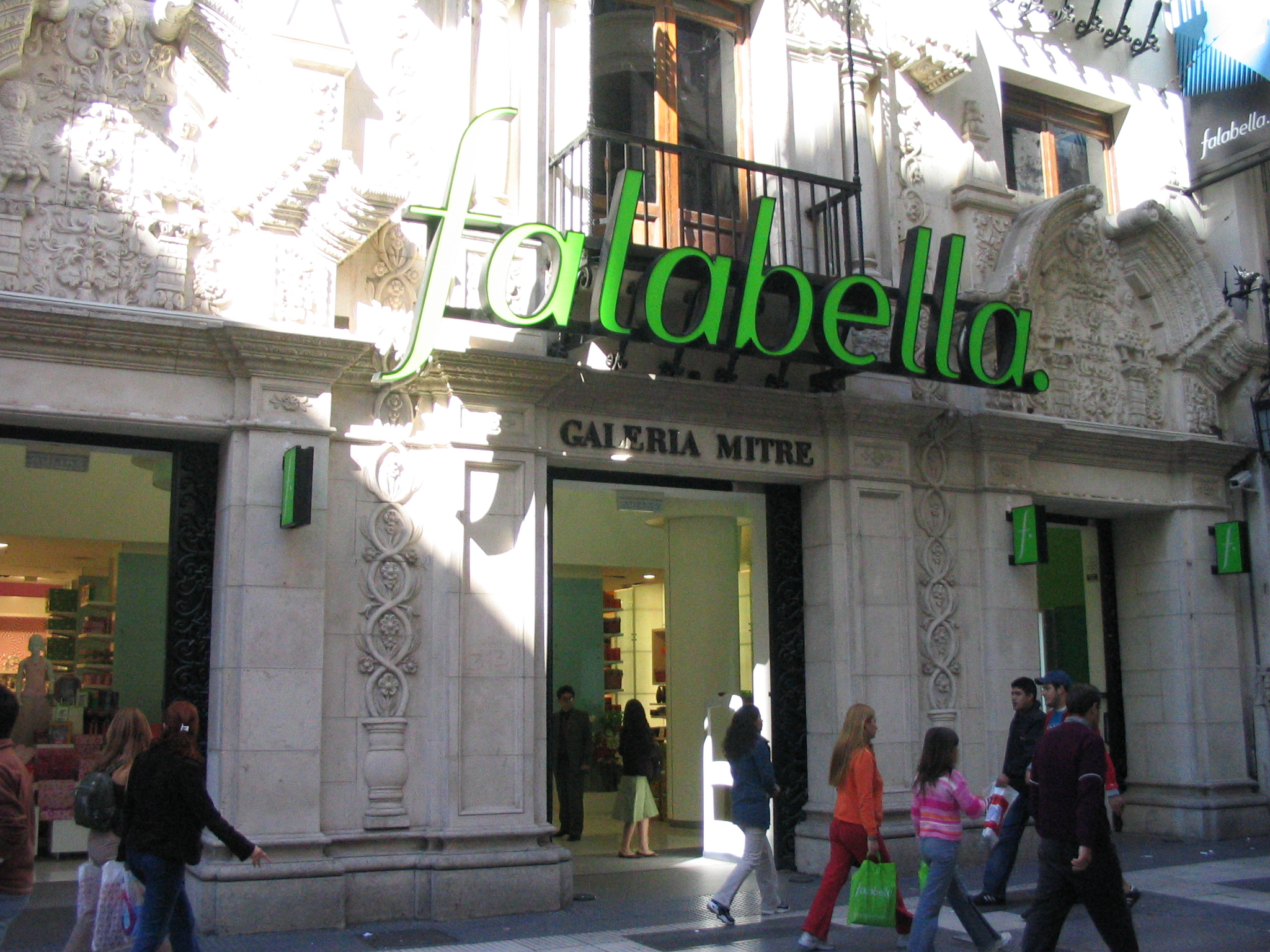
Ett av tidningen tidigare huvudkontor invigt 1929.
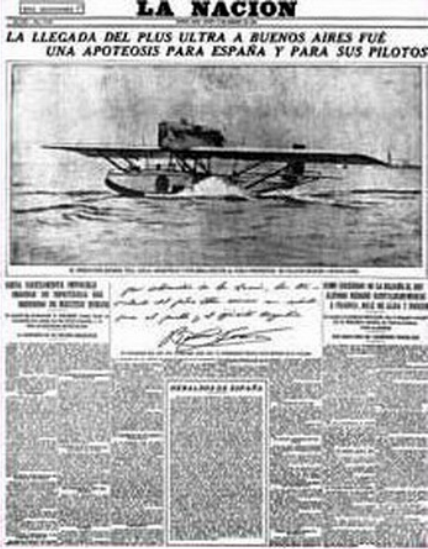
Förstasida på tidningen från 1929.